# Вестерборк
Вестерборк е село в община Миден Дренте (Midden-Drenthe), провинция Дренте, Нидерландия, недалеч от границата с Германия. Населението му е 4430 жители (по приблизителна оценка от януари 2018 г.).
Известно е с нацисткия транзитен концентрационен лагер, намирал се на 7 км северно от селото. Писателката Ане Франк и нейното семейство са били задържани в него около 1 мес., след като са били открити и заловени в укритието им на ул. „Принсенграхт“ № 263, Амстердам. Днес там има мемориал.